# KOI-135
KOI-135 — звезда в созвездии Лиры. Находится на расстоянии около 6271 светового года от Солнца. Вокруг звезды обращается, как минимум, одна планета.

## Характеристики
KOI-135 является звездой 14 величины, не видимой невооружённым глазом. Её спектральный класс — G0, однако пока неясно, карлик это или же субгигант. Масса и радиус звезды эквивалентны 1,32 и 1,42 солнечных соответственно. Температура поверхности составляет около 6041 кельвинов. Возраст звезды оценивается приблизительно в 2,8 миллиарда лет.

## Планетная система
В 2011 году группой астрономов было объявлено об открытии планеты KOI-135 b в этой системе. Учёные пользовались данными, полученными орбитальным телескопом Kepler, которые были выложены в свободный доступ. Она представляет собой горячий газовый гигант, внешние слои атмосферы которого прогреты до 1637 кельвинов. Масса и радиус планеты равны 3,23 и 1,2 юпитерианских соответственно. Орбита KOI-135 b лежит на расстоянии 0,04 а.е. от родительской звезды.